# Blamécourt
Blamécourt est une ancienne commune de Seine-et-Oise et de la région Île-de-France. Elle a été rattachée à Magny-en-Vexin en 1964.

## Administration
| Période                                  | Période | Identité                      | Étiquette | Qualité |
| ---------------------------------------- | ------- | ----------------------------- | --------- | ------- |
| 1884                                     |         | Maurice Guesnier              |           |         |
| 1854                                     | 1884    | Nicaise Amédée Guesnier       |           |         |
| 1850                                     | 1854    | Louis Jacques Jules Philippon |           |         |
| 1848                                     | 1850    | André Alexandre Guesnier      |           |         |
| 1837                                     |         | François Prosper Rouillon     |           |         |
| 1797                                     |         | Louis Alexandre Saintard      |           |         |
| Les données manquantes sont à compléter. |         |                               |           |         |